# Future US
Future US, Inc. (anteriormente conocido como Imagine Media y The Future Network USA) es una corporación de medios estadounidense especializada en revistas y sitios web específicos en los mercados de videojuegos, música y tecnología. Con sede en la ciudad de Nueva York, la corporación tiene oficinas en: Alexandria, Virginia; Minneapolis, Minesota; y Washington D. C. Future US es propiedad de la empresa matriz, Future plc, una empresa especializada en medios con sede en Bath, Somerset, Inglaterra.